# Nuto Revelli
Benvenuto «Nuto» Revelli (Cuneo, 21 de julio de 1919 - id. 5 de febrero de 2004) fue un militar, un miembro de la resistencia antifascista, un profesor y un escritor italiano, famoso por sus estudios sobre historia oral y sus libros sobre el campesinado de Cuneo, el fascismo y la Segunda Guerra Mundial.

## Juventud
Diplomado en geometría, con veinte años ingresó en la Academia Militar de Módena, donde permaneció dos años. En 1942, con el grado de subteniente, partió con la División Tridentina (Batallón Tirano) al frente ruso. Los combates, el frío y la retirada desesperada de esta fuerza hizo que en 1943 Revelli fuera uno de los pocos miembros de su batallón que sobrevivió y que pudo regresar a Italia.
Tras esta experiencia bélica, decide abandonar el ejército y luchar contra los fascistas y los nazis. Ingresó en la guerrilla partisana, fundó la Compagnia Rivendicazione Caduti y asumió el mando de las brigadas de los valles Vermenagna y Stura. Fue uno de los pocos comandantes del movimiento político Giustizia e Libertà del Piamonte. Al terminar la guerra tenía el rango de mayor dentro de la Resistencia. 
En 1945 se casó con Anna Delfino y se dedicó, terminada la guerra, al comercio del hierro. En 1947 nació su hijo Marco, que con el tiempo llegará a ser un reputado historiador y sociólogo.
Revelli se dedicó a entrevistar a excombatientes y a recoger sus testimonios sobre la guerra, asunto al que dedicará su vasta actividad literaria e investigadora.

## Actividad literaria e investigadora

### La guerra
Sus primeros libros, todos publicados por la editorial Einaudi, tratan sobre sus experiencias en Rusia como oficial de los alpini («alpinos», cuerpo de infantería italiano especializado en combatir en terrenos montañosos, de ahí el nombre) y también del periodo en el que militó en las filas de la Resistencia. Los títulos de estos libros fueron Mai tardi, diario di un alpino in Russia, La guerra dei poveri (de contenido autobiográfico) y L'ultimo fronte, lettere di soldati caduti o dispersi nelle II guerra mondiale. En el libro La strada del Davai trata sobre los mandos militares, responsables de la devacle italiana en Rusia.
Tras abandonar los asuntos bélicos para estudiar la vida campesina, al final de su carrera volvió a publicar varios libros en los que, de nuevo, recordaba los años de la Segunda Guerra Mundial: Il disperso di Marburg, Il prete giusto y Le due guerre: este libro, publicado en 2004, fue el último del autor y en él narra en primera persona los veinticinco años que van del advenimiento del fascismo hasta su caída.

### La vida campesina
El otro gran asunto que ha preocupado a Revelli ha sido el estudio y denuncia de las condiciones de vida de los campesinos pobres de los valles de la provincia de Cuneo, que sufrieron la emigración en masa hacia las áreas industriales urbanas durante la posguerra. Sus libros se titulan Il mondo dei vinti y L'anello forte. Ambos están basados en largas entrevistas a estos campesinos y representan un trabajo pionero que contriyó al desarrollo de la historia oral en Italia.

## Conferencias y reconocimientos académicos
En el curso académico 1984-85 Revelli impartió un ciclo de conferencias en la Universidad de Turín que tuvieron gran repercusión. En una de ellas, cuando se le preguntó con qué título quería ser tratado, si como profesor o como escritor, respondió: Geometra, io sono un geometra ...(«Geómetra, yo soy geómetra...»).
El 29 de octubre de 1999 la Universidad de Turín le concedió un doctorado honoris causa en Ciencias de la Educación por su actividad como narrador y ensayista, pero sobre todo por su capacidad pedagógica para dar a conocer la historia de la guerra y la posguerra en el sur del Piamonte.

## Muerte. Fundación Nuto Revelli
Tras una larga enfermedad, Revelli murió en 2004. Está enterrado en el cementerio de Spinetta junto a su mujer.
En 2006 sus amigos y sus herederos crearon la Fundación Nuto Revelli. Su sede está en la propia casa de Revelli en Cuneo.

## Obras
- Ero la maestra delle mie marmotte. Il mondo dei vinti. Einaudi.
- Mai tardi. Diario di un alpino in Russia. Cuneo: Panfili, 1946.
- La guerra dei poveri. Turín: Einaudi, 1962.
- La strada del Davai. Turín: Einaudi, 1966).
- L'ultimo fronte. Lettere di soldati caduti o dispersi nella II guerra mondiale (1971)
- Il mondo dei vinti. Testimonianze di vita contadina. Turín: Einaudi, 1977.
- L'anello forte. La donna: storie di vita contadina. Turín: Einaudi, 1985.
- Il disperso di Marburg. Turín: Einaudi, 1994.
- Il prete giusto. Turín: Einaudi, 1998.
- Le due guerre. Guerra fascista e guerra partigiana. Turín: Einaudi, 2003.